# IC 1917
IC 1917 ist eine kompakte linsenförmige Galaxie vom Hubble-Typ S0 im Sternbild Pendeluhr am Südsternhimmel. Sie ist schätzungsweise 1 Mrd. Lichtjahre von der Milchstraße entfernt und hat einen Durchmesser von etwa 90.000 Lj.
Im selben Himmelsareal befinden sich u. a. die Galaxien IC 1920 und IC 1933.
Das Objekt wurde am 14. Oktober 1898 von DeLisle Stewart entdeckt.